# Ivan Kotliarevsky
Ivan Petrovytch Kotliarevsky (en ukrainien : Іван Петрович Котляревський), né le 9 septembre 1769 à Poltava, mort dans la même ville le 10 novembre 1838), est un poète et dramaturge ukrainien, fondateur de la littérature ukrainienne moderne. Actif politiquement, il est lié au mouvement décembriste. Considéré comme le fondateur de la littérature ukrainienne moderne, son poème Eneïda (1798), parodie de l'œuvre de Virgile, est le premier ouvrage écrit en langue populaire ukrainienne.

## Biographie
Né à Poltava dans une famille de petite noblesse, il suit une éducation religieuse et poursuit à partir de 1789 une carrière dans l'administration locale. En 1796, il s'engage dans l'armée et prend part à des combats lors de la Guerre russo-turque de 1806–1812.
Il se retire de l'armée en 1808 et devient directeur d'une école pour enfants déshérités philanthropiquement à Poltava. Il dirige également un hôpital pour les pauvres de 1827 à 1835.
Il devient membre de la loge maçonnique « Amour et vérité » en 1818 et de la Société des Belles-lettres de Kharkiv la même année.

## Œuvre
En 1794 il écrit le poème Eneïda, parodie de l'œuvre de Virgile,  dont certaines parties sont publiées à partir de 1798, mais sa publication complète doit attendre 1842.
Cette œuvre constitue le premier ouvrage écrit dans la langue populaire ukrainienne, celle parlée par la majeure partie des Ukrainiens de l'époque, par opposition à l'ukrainien classique, langue littéraire écrite mais non parlée héritée de la Rus' de Kiev. Ivan Kotliarevsky est de ce fait considéré comme le fondateur de la littérature ukrainienne moderne, et le précurseur de Tarass Chevtchenko et Ivan Franko. En 1819 il écrit les pièces Natalka Poltavka et Moskal Tcharivnyk (Le Sorcier moscovite) qui constituent les fondements du théâtre ukrainien.

## Adaptations
Le poème Eneïda fait l'objet d'une adaptation en dessin animé sous le même titre réalisée par Volodimir Dachno en 1991.
La pièce de théâtre Natalka Poltavka a été adaptée en un opéra par le compositeur ukrainien Mykola Lyssenko. L'opéra est créé à Odessa en 1889.